# Stamboom Astrid van België
Astrid van Zweden (Stockholm, 17 november 1905 – Küssnacht am Rigi, 29 augustus 1935) stamt via haar moeder af van tal van Duitse adellijke huizen. Meestal worden stambomen gemaakt langs vaderszijde, maar het is ook interessant om deze eens te bekijken langs moederszijde.
Uit deze stamboom blijkt dat zij een groot aantal dezelfde voormoeders heeft als haar leeftijdsgenoot Juliana der Nederlanden, namelijk vanaf Louise van Mecklenburg-Strelitz (1776-1810).

## 24 generaties, telkens de moeder van voorgaande
Astrid van Zweden (1905-1935) x Leopold III van België
Ingeborg van Denemarken (1878-1958) x Karel van Zweden
Louise van Zweden (1851-1926) x Frederik VIII van Denemarken
Louise der Nederlanden (1828-1871) x Karel XV van Zweden
Louise van Pruisen (1808-1870) x Frederik van Oranje-Nassau (1797-1881)
Louise van Mecklenburg-Strelitz (1776-1810) x Frederik Willem III van Pruisen
Frederika Caroline Louise van Hessen-Darmstadt (1752-1782) x Karel II van Mecklenburg-Strelitz
Maria Luise Albertine van Leiningen-Dagsburg-Falkenburg (1729-1818) x George Wilhelm van Hessen-Darmstadt
Katharina Polyxena von Solms-Rödelheim (1702-1765) x Christian Karl Reinhard von Leiningen-Dagsburg-Falkenburg
Charlotte Sybille von Ahlefeldt (1672-1726) x Georges Ludwig von Solms-Rödelheim
Marie Elisabeth von Leiningen-Dagsburg-Hardenburg (1648-1724) x Frederik von Ahlefeld-Rixingen
Sibylle von Waldeck-Wildungen (1619-1678) x Friederik Emich von Leiningen-Dagsburg-Hardenburg
Elisabeth von Nassau-Siegen (1584-1661) x Christian von Waldeck-Wildungen
Magdalena zu Waldeck-Wildungen (1558-1599) x Johan II Nassau-Siegen
Jutta van Isenburg-Grenzau (1520-1564) x Philip IV von Waldeck-Wildungen 
Elisabeth von Hunolstein-Neumagen (14??-1538) x Salentin VIII von Isenburg-Grenzau
Elisabeth von Bolchen (1460-1507) x Heinrich Vogt von Hunolstein-Neumagen
Margarete von Elter x Johann Baron von Bolchen
Irmesind van Hollenfels x Huart II van Elter
Irmgard van Tomberg x Gobel IV van Hollenfels
Irmesind van Blankenheim x Werner van Tomberg
Elisabeth van Leiningen x Frederik van Blankenheim
Sophia van Freiburg x Frederik van Leiningen
Katharine van Lichtenberg (+1283) x 1271 Eugen I van Freiburg (+1317)